# Schweizer Buchhandels- und Verlags-Verband
Der Schweizer Buchhandels- und Verlags-Verband  (SBVV) ist ein 1849 gegründeter Interessenverband-Verein mit Sitz in Zürich. Er vertritt die Interessen des Buchhandels aller Stufen (Buchverlage, Zwischenbuchhandel, Sortimentsbuchhandel) der deutschsprachigen und rätoromanischen Schweiz, sowie Liechtensteins, analog etwa zum Börsenverein des Deutschen Buchhandels. Sein Aussenorgan ist die Fachzeitschrift Schweizer Buchhandel. Mit den entsprechenden Buchhandels-Verbänden Livresuisse in der Romandie und Alesi in der italienischsprachigen Schweiz bestehen gute Austauschbeziehungen.

## Geschichte
Der SBVV ging 1949 als Schweizerischer Buchhändler- und Verleger-Verein aus der Fusion des 1849 gegründeten Schweizerischen Buchhändlervereins (SBV) mit dem 1918 gegründeten Verein Schweizerischer Verlagsbuchhändler (VSV) hervor. Ab September 1976 wurde der Verein Schweizerischer Buchhändler- und Verleger-Verein genannt, seit Januar 2002 trug er statt 'Verein' den Begriff 'Verband' im Namen. Bis zur Umbenennung wegen Genderberücksichtigung durch die Generalversammlung im Juni 2022 hiess der Verein also Schweizer Buchhändler- und Verleger-Verband; die dazu notwendige Statutenänderung erfolgte einstimmig.

## Tätigkeit
Der SBVV bietet seinen Mitgliedern  Dienstleistungen wie die einheitliche Regelung der Ausbildung, Kursangebote zur Weiterbildung, einen Gesamtarbeitsvertrag sowie die Herausgabe der Monatsschrift Schweizer Buchhandel (inkl. wöchentlichen Newsletters). Gegen aussen engagiert er sich – nebst der Lobbyarbeit oder dem Einsatz für die Leseförderung – besonders für die Präsentation des einheimischen Buchschaffens an Buchmessen im In- und Ausland oder am Internationalen Welttag des Buches. Auch setzte sich der SBVV für die Beibehaltung der Buchpreisbindung mittels Sammelrevers, respektive ab Mai 2007 für die gesetzliche Wiedereinführung der Buchpreisbindung ein. Gegen den Gesetzesentwurf ergriffen das Migros-Tochterunternehmen Ex Libris und die FDP-nahen Jungfreisinnigen das fakultative Referendum; trotz Lobbyarbeit und breitem Rückhalt in der Politik stimmten in der Volksabstimmung vom 11. März 2012 rund 56,1 Prozent der Abstimmenden gegen den Gesetzesentwurf, womit sich dieses Thema auch für den SBVV erledigt hatte.
Er hat sich namentlich 2004 bei der Gründung der Buchlobby Schweiz sowie an der Einrichtung und kontinuierlichen Durchführung des 2008 erstmals vergebenen jährlichen Schweizer Buchpreises beteiligt. Zusammen mit dem Schweizerischen Institut für Kinder- und Jugendmedien und den Solothurner Literaturtagen trägt der SBVV den Schweizer Kinder- und Jugendbuchpreis.
Der SBVV engagiert sich in der branchenspezifischen Aus- und Weiterbildung und gehört zur Trägerschaft der eidgenössisch anerkannten Grundbildung zum Buchhändler EFZ. Darüber hinaus bietet er regelmässig Weiterbildungen für den Quereinstieg in den Buchhandel an. Der SBVV hat eine interdisziplinäre Arbeitsgruppe für Nachhaltigkeit und Biodiversität gegründet, die Kunden für klimaschonende Lieferabläufe gewinnen möchte. Der SBVV will Qualifikation und Engagement der Buchhändler als Kundenvorteil gegenüber dem Preisdruck von «Amazon und Co.» hervorheben.